# Allegro (Musical)
Allegro ist ein Musical des Autorenduos Rodgers und Hammerstein aus dem Jahr 1947. Es erzählt die Lebensgeschichte eines amerikanischen Kleinstadtarztes von der Geburt bis in seine Mittdreißiger mit Mitteln des epischen Theaters.

## Handlung

### I. Akt
In einer US-amerikanischen Kleinstadt kurz nach 1900 lebt der Arzt Joseph Taylor mit seiner Mutter und seiner Frau Marjorie. Glücklich erleben sie die Geburt ihres Sohnes. Doktor Taylor, der schon so viele Babys ins Leben geholt hat, malt seiner Frau im Scherz aus, wie das ganze Städtchen vor Freude in einen Festtagstaumel gerät und die Ankunft von Joe Taylor junior preist. Letzterer wächst heran wie die meisten anderen Jungen auch. Man erlebt seine Kindheit aus seiner inneren Sicht: die ersten Regungen des Bewusstseins, das Laufenlernen, den Tod seiner Großmutter und vor allem die Begegnungen mit Jennie Brinker, die am selben Tag wie er geboren wurde. Sie ist „von der mädchenhaften Art Mädchen und wird es immer bleiben“ und wird schnell zu der Person, die Joes ganzes Denken und Sehnen erfüllt.
Auf dem College, wo sich alles um Football und Flirten dreht, bleibt Joe, der lieber lernen und wie sein Vater und sein Großvater Arzt werden will, ein Außenseiter. Auch sein Zimmergenosse Charlie nutzt Joe aus, um ihm Geld, saubere Hemden und Vorlesungsnotizen abzuluchsen. Mit der Zeit werden sie jedoch gute Freunde. Aus Jennies Briefen erfährt Joe, dass ihr wohlhabender Vater Ned sie auf eine Europareise mitgenommen hat, um eine gute Partie für sie zu finden. Bestürzt reist Joe zu ihr und erklärt ihr seine Liebe. Um nicht viele Jahre warten zu müssen, bis Joe Arzt wird und genug Geld verdient, möchte Jennie, dass er in Neds Kohle- und Baustoffhandel einsteigt. Marjorie Taylor fürchtet Jennies Materialismus und Geltungssucht, doch sie stirbt früh und kann das Unglück, das sie voraussieht, nicht verhindern. Joe bleibt zwar bei der Medizin, doch er heiratet Jennie noch vor Abschluss des Studiums.

### II. Akt
Ned hat infolge des Börsenkrachs alles verloren und wohnt nun in bescheidenen Verhältnissen bei Joe und Jennie. Immerhin hat Joe Arbeit als Assistent seines Vaters. Er bekommt ein Angebot von Charlies Onkel, Dr. Bigby Denby, dessen Gefallen er als Praktikant erregt hat und der in Chicago eine große Klinik sowie daneben eine fashionable Privatpraxis führt. Jennie ist entsetzt, dass Joe lieber in seinem Geburtsort bleiben und die Chance auf Vermögen und Ansehen ausschlagen will. Sie setzt alle weiblichen Kniffe ein, nicht zuletzt die Aussicht auf ein Baby. Schweren Herzens und zur großen Trauer seines Vaters gibt Joe nach.
In der Metropole empfängt Joe schon bald jeden Nachmittag Privatpatienten und einflussreiche Persönlichkeiten zu Cocktails in seinem Apartment. Jennie ist als elegante Gastgeberin in ihrem Element. Charlie, nun ebenfalls Arzt an Denbys Klinik, trinkt stets zu viel und begleitet das Geschehen mit zynischen Witzen. Joe ist frustriert über die Wehwehchen der Reichen und Schönen, die mit Kuren und Vitaminspritzen behandelt werden wollen. Eine treue Seele findet er in der beherzten Arzthelferin Emily, doch übersieht er zu deren Leidwesen die tieferen Gefühle, die sie für ihn hegt.
Angeführt wird die gute Gesellschaft vom Seifenmillionär Brook Lansdale, der als Treuhänder auch alles bestimmt, was in Denbys Klinik vor sich geht. So wird auf sein Betreiben eine altgediente Krankenschwester entlassen, weil sie sich für 8-Stunden-Schichten engagiert hat. Lansdale will Joe zum Klinikchef ernennen lassen, da für Denby ein noch höherer Posten vorgesehen ist. Doch bei der Zeremonie besinnt sich Joe, der soeben von einer Beziehung zwischen Lansdale und Jennie erfahren hat, und lehnt die Berufung ab. Zusammen mit Emiliy und Charlie kehrt er in seinen Heimatort zu seinem Vater zurück, wo er sich den Menschen verbunden fühlt und wo seine Fähigkeiten als Arzt wirklich gebraucht werden.

## Musiknummern

### I. Akt
- „Ouvertüre“
- „Opening: Joseph Taylor, Jr.“ – Taylor, Ensemble
- „I Know It Can Happen Again“ – Oma Taylor
- „Pudgy Legs“ – Ensemble
- „One Foot, Other Foot“ – Ensemble
- „Children’s Dance – Grandmother’s Death“ – Oma Taylor
- „Winters Go By“ – Ensemble
- „Poor Joe“ – Ensemble
- „Diploma“ – Ensemble
- „A Fellow Needs A Girl“ – Taylor, Marjorie
- „Freshmen Get Together – Dream Sequence – Annabelle Solo“
- „End of College Dance – A Darn Nice Campus“ – Joe, Ensemble
- „Wildcats“ – Joe, Ensemble
- „Jennie Reads Letter: A Darn Nice Campus (Reprise)“ – Jennie
- „Scene of Professors“ – Ensemble
- „So Far“ – Beulah
- „You Are Never Away“ – Joe
- „You Are Never Away (Zugabe & Nachspiel)“ – Joe, Ensemble
- „Poor Joe (Reprise)“ – Ensemble
- „Marjorie’s Death“
- „What a Lovely Day For A Wedding“ – Ned, Ensemble
- „It May Be A Good Idea for Joe“ – Charlie
- „Finale I. Akt“ – Oma Taylor, Ensemble

### II. Akt
- „Zwischenaktmusik – Opening II. Akt“
- „Money Isn’t Ev’rything“ – Jennie, Hazel, Millie, Dot, Addie
- „Money Isn’t Ev’rything (Tanz)“
- „Poor Joe (Reprise)“ – Ensemble (Männer)
- „You Are Never Away (Reprise)“ – Joe
- „A Fellow Needs A Girl (Reprise)“ – Marjorie
- „Ya-ta-ta“ – Charlie, Ensemble
- „The Gentleman Is A Dope“ – Emily
- „Allegro“ – Charlie, Joe, Emily, Ensemble
- „Allegro Ballet“ – Charlie, Joe, Emily, Ensemble
- „Come Home“ – Taylor, Marjorie, Ensemble
- „Finale Ultimo“ – Joe, Emily, Charlie, Ensemble
- „Verbeugungs- und Schlussmusik“

## Orchesterbesetzung
1 Flöte (spielt auch Piccolo), 1 Oboe (auch Englischhorn), 2 Klarinetten in B, 1 Fagott, 3 Hörner, 3 Trompeten in B, 2 Posaunen, 1 Tuba, Schlagzeug (1 Spieler), Klavier und Streicher (orig. 4/3/3/2/2)

## Werkgestalt
Librettist Oscar Hammerstein II. verfolgte zeitlebens das Ziel, in seinen Stücken wahrhaftige Figuren zu zeigen und für das unterhaltende Musiktheater neue Formen zu finden. So verzichtete er für Allegro auf ein Bühnenbild im hergebrachten Sinn. Die Handlung läuft auf einer sich bewegenden Bühne mit nur minimalen Dekorationen sowie mit Projektionen und Hintergrundprospekten ab. Das auffälligste Gestaltungsmittel ist der Einsatz einer Ensemblegruppe nach Vorbild des Chors im altgriechischen Drama. Hier allerdings kommentiert dieser Chor nicht allein die Handlung, sondern bringt, singend oder rhythmisch sprechend, meist die Innenwelt der Hauptfigur zum Ausdruck. Dies gilt besonders für die Schilderung von Joes Kinderjahren: Hier wendet sich der Chor direkt zum Publikum und spricht aus, was Joe denkt, beispielsweise: „Ein sonderbarer Ort. Und diese Dinger mit den großen Köpfen helfen dir nicht ... Plötzlich ist dir Krabbeln nicht mehr gut genug. Tja, da stehen sie und beobachten dich. Also los!“ Die Figur des Joe selbst ist dabei nie sichtbar; auch die anderen Protagonisten spielen das Publikum an, wenn sie Joe meinen. Erst spät im ersten Akt tritt dann der Darsteller des Joe persönlich auf: Er wird beim Tanzabend im College auf originelle Art eingeführt, in dem ein Verfolgerlicht ihn erst nach einigen Fehlversuchen aus der Gruppe linkischer junger Leute herausfindet.
All diese Mittel wollen nicht allein den Stoff originell präsentieren – die Bezeichnung der Hauptfigur als „you“, ihre Identifizierung mit dem Publikum sowie die Form des antiken Dramas verleihen dem Geschehen Welthaftigkeit und machen aus dem Alltagsmenschen Joe eine prototypische Gestalt. Als moderner Jedermann sucht er nach dem wahren Leben, wird aber verführt durch Geld, Ruhm und die Verwirrungen des Herzens. Nebenbei erzählt Allegro auch ein Stück Historie durch mehr als drei Jahrzehnte mit Börsenkrach, Gewerkschaftsbewegung, wissenschaftlich-technischem Fortschritt und zeigt Aspekte des Lebens in den USA: die Verwurzelung des nationalen Selbstverständnisses im Ländlichen, die Regelung des öffentlichen Lebens durch Privatfinanzierung, die typische Collegelaufbahn, das Versprechen auf Wohlstand und Aufstieg für jeden usw.
Eine parabelhafte Geschichte mit Mitteln wie leerer Bühne und Chorkommentar zu erzählen, hat Allegro mit dem epischen Theater gemein. Vorbild Hammersteins war vor allem Thornton Wilders stilprägendes, wenige Jahre zuvor uraufgeführtes Drama Our Town, das gleichfalls das Leben in einer typisch amerikanischen Kleinstadt im Lauf der Zeit thematisiert.
Innovativ ist in Allegro auch die musikalische Konzeption, die schon beim ersten Blick durch die hohe Anzahl an Musiknummern auffällt. Wie die leere Szene das Illusionstheater durchbricht, sollte auch die Musik ‚dekonstruiert‘ werden. Zwar gibt es in Allegro wie zuvor Songs, Ballette und rein instrumentale Nummern, doch sind vor allem die Gesangsteile mitunter kurz und episodisch, behaupten sich weniger als selbständige Einheiten, werden zerteilt, gehen unvermittelt ineinander über oder brechen ab. Die Hauptfiguren haben weniger zu singen als üblich, und die beiden jenseits des Bühnenstücks hittauglichen Nummern „So Far“ und „The Gentleman Is A Dope“ sind Nebenfiguren zugeordnet, nämlich Joes Collegeflirt Beulah und der erst spät im Stück eingeführten Emily. Im zweiten Akt erscheint die Struktur konventioneller als im ersten, mit ‚klassischeren‘ Ensemblenummern und dem Zurücktreten des Chorkommentars. Dies steht im Einklang damit, dass nun das oberflächliche Leben in der Großstadt dargestellt wird und Joes innere Stimme verkümmert. Eine dieser Nummern gibt dem Musical auch seinen Titel: „Allegro“, also der musikalische Begriff für etwas Bewegtes, Munteres wird zum Sinnbild für das erregte, ständig um sich selbst kreisende Großstadtleben.
Dass sich im Laufe des Stücks seine Struktur wandelt, ist wohl auch der Zeitnot bei der Entstehung geschuldet. Hatte Hammerstein ein ganzes Jahr auf den ersten Akt verwandt, so musste der zweite in kürzerer Zeit fertiggestellt werden. Insgesamt erscheint Allegro als innovativer Vorläufer moderner Musicals mit höherem Musikanteil und stärkerer Verzahnung von Aktion und Musik. Im gemeinsamen Schaffen von Rodgers und Hammerstein gilt das Musical als ihr avanciertestes. Mit dem Folgewerk South Pacific kehrten sie zu einer szenisch wie musikalisch traditionelleren Form zurück, bei allerdings ungewohnt modernem und ernstem Sujet. Anlass dazu dürfte die geteilte Resonanz auf Allegro und der starke Erfolgswille der Autoren gewesen sein.

## Hintergrund
Nach der Auffassung enger Vertrauter wie Stephen Sondheim reflektierte Hammerstein in Allegro seine eigenen Lebenserfahrungen als arrivierter Broadway-Autor, der seine ursprünglichen Überzeugungen aus den Augen verloren hatte. In die Schilderung von Joes Jugendjahren ließ er viele Erinnerungen einfließen, darunter den frühen Tod seiner Mutter. Auch Rodgers nahm als Sohn und Bruder von Ärzten starken Anteil am Sujet und begann, entgegen seiner Gewohnheit, noch vor Fertigstellung des Librettos mit der Komposition. Die originalen Orchestrierungen stammen von Robert Russell Bennett, die Tanznummern arrangierte Trude Rittmann. Für das historische Kolorit der College-Combo griffen die Autoren auf den Song „Mountain Greenery“ von Rodgers & Hart aus den 1920er Jahren zurück.
Hammerstein hatte an ein Stück gedacht, das sich, mit einem Minimum an Kulissen und vielen kleinen Rollen, genau wie Wilders Our Town später auch für College- oder Laien-Aufführungen adaptieren ließe. Bei der professionellen Uraufführungs-Produktion am Broadway resultierte seine Konzeption gleichwohl, vor allem durch die ständige Bewegung und Veränderung von Bühne und Licht, in vergleichsweise großem Aufwand und stellte die Regie vor ungewohnte Herausforderungen. Hierfür wurde die Choreografin Agnes de Mille gewonnen, die schon in Rodgers’ und Hammersteins Vorgängerwerken Oklahoma! und Carousel große Tanznummern kreiert hatte, in denen sich die Psychologie der Figuren offenbart. Für Bühnenbild und Beleuchtung zeichnete Jo Mielziner, für die Kostüme Lucinda Ballard verantwortlich.
Die Proben sowie die Voraufführungen in New Haven und Boston wurden von Spannungen hinter und Missgeschicken auf der Bühne überschattet. Die Broadway-Premiere fand am 10. Oktober 1947 im Majestic Theatre unter der musikalischen Leitung von Salvatore Dell’Isola statt, u. a. mit John Battles als Joe und Lisa Kirk als Emily. Die Kritiken reichten von Begeisterung bis Ablehnung; Hammerstein reflektierte diese widersprüchliche Rezeption in seinem späteren Vorwort zum Libretto und erklärte, missverstanden worden zu sein: Er habe nicht sagen wollen, einfache Leute seien besser als reiche – vielmehr habe er die zerstörerischen Kräfte zeigen wollen, mit denen ein integrer, dem Gemeinwohl nützlicher Mensch sich konfrontiert sehe. Die Broadway-Serie schloss nach der vergleichsweise geringen Zahl von 315 Vorstellungen am 10. Juli 1948; danach ging die Produktion über 31 Wochen auf US-Tournee durch 16 Städte.
Außer der Platteneinspielung von 1947 in Originalbesetzung liegt Allegro in einer modernen Studio-Gesamtaufnahme von 2009 auf CD vor, u. a. mit Audra McDonald und Nathan Gunn. Während das Musical in Nordamerika zahlreiche Produktionen erlebte, fand die Europa-Premiere erst 2016 im Londoner Southwark Playhouse statt; in dieser Inszenierung war Joe als Kind mittels Puppenspiels auf der Bühne präsent. Im deutschsprachigen Raum wurde Allegro bislang noch nie aufgeführt.